# Israëlische marine

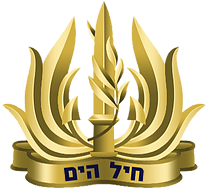
De badge/wapen van het Israëlische Marine-component.

De Israëlische marine (Hebreeuws: חיל הים הישראלי, Ḥeil HaYam HaYisraeli, Engels: Sea Corps of Israel, Arabisch: البحرية الإسرائيلية) is een krijgsmachtonderdeel van het Israëlische defensieleger, deze is voornamelijk actief in het gebied rond de Middellandse Zee, de Golf van Eilat en de Rode Zee. De huidige opperbevelhebber van de Israëlische marine is Aluf David Sa'ar Salama. De Israëlische marine is verantwoordelijk voor Israëls aflandige nucleaire tweede aanvalscapaciteit.

## Geschiedenis

Marinewimpel van Israël

De oorsprong van de Israëlische marine lag in de oprichting van de Betar Marine Academie, een opleidingsschool voor militairen voor de marine, opgericht in Civitavecchia, Italië, in 1934 door de revisionistische zionistische beweging onder leiding van Ze'ev Jabotinsky. In Europa, Palestina en Zuid-Afrika leidde deze school enkele van de toekomstige commandanten van de Israëlische marine op. In september 1937 bezocht het opleidingsschip Sarah I Haifa en Tel Aviv als onderdeel van een rondreis door de Middellandse Zee.

#### Tweede Wereldoorlog
In 1938 richtte dr. Shlomo Bardin, aangemoedigd door het Joods Agentschap, de hogeschool voor de Marine op in Bosmat, het Technische Junioren College. In 1943 volgde de oprichting van de Palyam, de marine tak van de Palmach, de opleidingen werden gevolgd aan de maritieme school. De Joodse koopvaardij werd ook opgeleid, deze werkten op o.a. SS Tel Aviv en vrachtschepen zoals de Atid.
In 1942 sloten elfhonderd Hagana-vrijwilligers zich aan bij de Royal Navy, voornamelijk in technische functies (12 van hen waren officieren volgens de benoemingsovereenkomst van het Joods Agentschap met de Royal Navy). Een paar bereikten de zee- en gevechtsdienst. Twee van hen dienden bij de Fleet Air Arm (FAA): Edmond Wilhelm Brillant en Zvi Avidror. Met het einde van de Tweede Wereldoorlog en het begin van de Joodse opstand in Mandaatgebied Palestina, namen Palyam-leden deel aan illegale immigratieactiviteiten, waardoor Europese Joden naar Palestina werden gebracht, evenals aan commandoacties tegen deportatieschepen van de Royal Navy. Vrijwilligers van de Royal Navy sloten zich ondertussen weer aan bij de Hagana.
Tijdens de laatste maanden van het Britse mandaat in Palestina begonnen de voormalige vrijwilligers van de Royal Navy te werken aan de illegale immigratieschepen (bekend als de Fleet of Shadows) in de haven van Haifa, ze hebben er een paar geborgen en ze in dienst genomen. Deze zouden de eerste schepen van de marine worden en werden ingezet tijdens de Arabisch-Israëlische Oorlog van 1948.

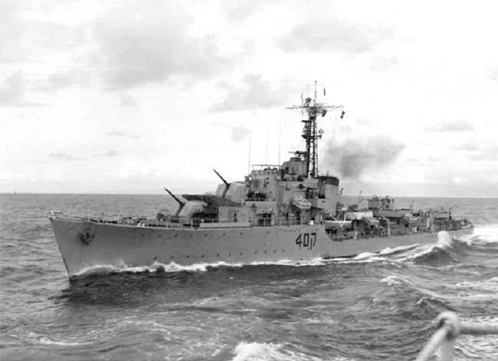
INS Eiliat

#### Tijd na de Tweede Wereldoorlog

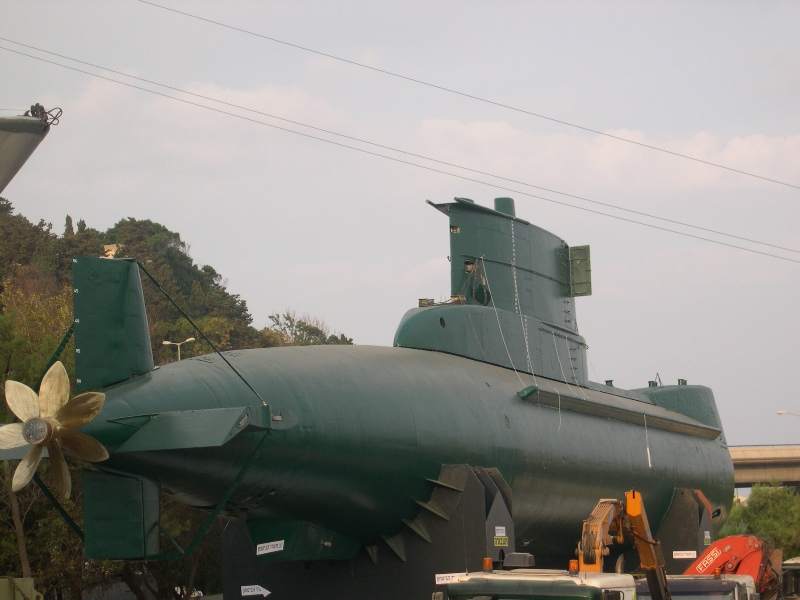
INS Gal In het Marine museum te Haifa

Aan het begin van de oorlog van 1948 en met de oprichting van de IDF, bestond de Israëlische marine uit vier voormalige Aliyah Bet-schepen die in beslag waren genomen in de haven van Haifa. Deze schepen werden opgeknapt door een nieuw opgerichte marine-reparatiefaciliteit met de hulp van twee particuliere scheepsbouw- en reparatiebedrijven. In oktober 1948 werd een onderzeebootjager gekocht in de Verenigde Staten. Met de oprichting van de IDF begin 1948 werd de Israëlische marine daarom gevormd uit een kern van het volgende personeel:
- Royal Navy vrijwilligers met de technische vaardigheden en discipline verworven van de Royal Navy, maar zonder actieve dienst op zee en ervaring op schepen van de Royal Navy.
- Palyam-leden die de illegale immigratieactie had geleid, maar geen ervaring hadden in navigatie of het leiden van een schip in een strijd. De kapiteins van illegale en immigratieschepen waren Italiaans, terwijl het personeel van Palyam het bevel voerde in opdracht van de Hagana. De joodse kapitein Yitzhak Ahronovitch van de SS Exodus was eerder uitzondering dan regel.
- Koopvaardijkapiteins en hoofdingenieurs, met navigatievaardigheden maar zonder gevechtsvaardigheden.
- Marineschepen in een parade (1971)

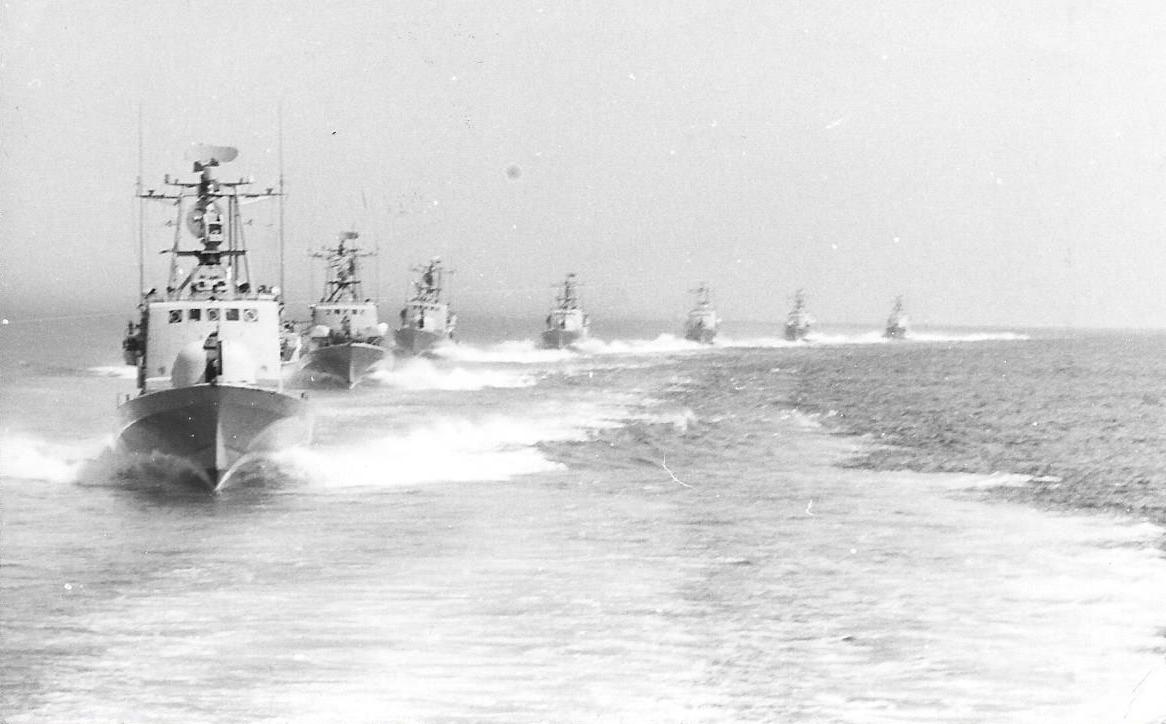
Marineschepen in een parade (1971)

Joodse vrijwilligers van de United States Navy en Royal Navy, zoals commandant Paul Shulman van de US Navy, en commandanten Solomon Burk en Allen Burk van de Royal Navy. Die werden echter vaak gediscrimineerd en hun ervaring verspild door een marine commando dat was gebaseerd op de Palmach en zijn verschillende takken. Dit resulteerde in vreemde situaties waarin ongeschoolde officieren van de Palyam het bevel voerden over veel meer ervaren marineofficieren.

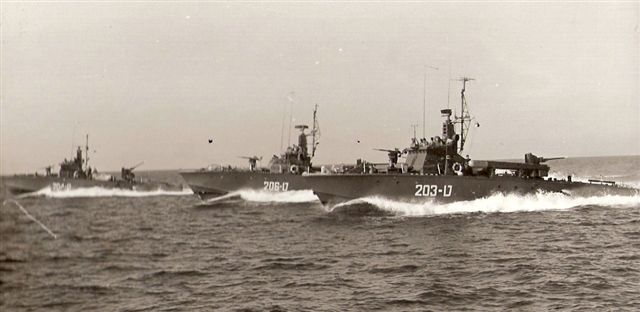
Torpedoboten van de Israëlische marine

Tijdens de oorlog dienden de oorlogsschepen op kustpatrouilletaken en bombardeerden ze Arabische doelen op het land, inclusief Egyptische kustinstallaties in en rond het Gaza-gebied helemaal tot aan Port Said. De Israëlische marine schakelde ook de Egyptische marine op zee uit in tijdens operatie Yoav, en het vlaggenschip van de Egyptische marine, El Amir Farouq, werd tot zinken gebracht tijdens een operatie door Israëlische marinecommando's.
Palyam-personeel verzette zich vaak tegen pogingen om orde, discipline en rang in de nieuw gevormde dienst te scheppen. Veel ruimtes werden aanvankelijk gedeeld door zowel officieren als manschappen. Schepen hadden een kapitein met maritieme vaardigheden, maar ook een commandant die als 'politiek' werd beschouwd. Dit veroorzaakt veel discussie tussen veteranen van de Palyam, vrijwilligers van de Royal Navy van de Hagana en Machal-vrijwilligers van de United States Navy over welke vorm de marine zou moeten aannemen. Commandant Allen Burk zou uit wanhoop hebben gezegd: "Je kunt geen marineofficieren maken van cowboys".
Royal Navy Captain Ashe Lincoln, die joods was, adviseerde premier David Ben-Gurion om korvetten, fregatten, torpedobootjagers, torpedoboten en patrouilleboten te kopen, om de macht van de Israëlische marine op te bouwen. Daarbij drong hij er bij Ben-Gurion op aan om met professionele marine-adviseurs te overleggen. Dit resulteerde in instructies om contact op te nemen met adviseurs van de United States Navy. Dit contact liep vooral via commandant Paul Shulman van de Amerikaanse marine.
De Israëlische marine leed in de begindagen aan een gebrek aan professionele commando's. Gershon Zak, hoofd van de IDF "zee Service", was een leraar en bureaucraat zonder enige relevante ervaring. Zak was nooit gerekruteerd voor de IDF, maar was een burger en had geen officiële rang.
De begindagen van de Israëlische marine werden daarom gekenmerkt door politieke machtsstrijd, aangezien veel groepen en individuen om de macht streden. De politiek van Palyam blokkeerde de benoeming van Paul Shulman (een joodse officier van de Amerikaanse marine met de rang van commandant die zich vrijwillig aanmeldde voor de Israëlische marine) als opperbevelhebber van de marine en hij nam ontslag in 1949. De eerste opperbevelhebber van de marine kende de rang van Aluf toe was Shlomo Shamir.
Het einde van de oorlog van 1948 gaf de marine de tijd om haar kracht op te bouwen. Begin jaren vijftig kocht de marine fregatten, torpedoboten, torpedobootjagers en uiteindelijk onderzeeërs. De materiaalopbouw ging gepaard met de opleiding van Israëlische marineofficieren in Royal Navy-academies in het VK, Malta en Frankrijk.
Drie verschillende perioden kenmerken de geschiedenis van de Israëlische marine:
- Stichting en vroege dagen
- De leeftijd van de schepen
- Het tijdperk van raketboten, dat begon in 1965 en vruchten afwierp tijdens de Jom Kipoer-oorlog van 1973.[10][11]

Tot 1967 was het hoofdkwartier van de marine gevestigd in Stella Maris, op de hellingen van de berg Karmel bij Haifa. Na de Zesdaagse Oorlog werd het verplaatst naar de Kirya in Tel Aviv, naast het IDF-hoofdkwartier.

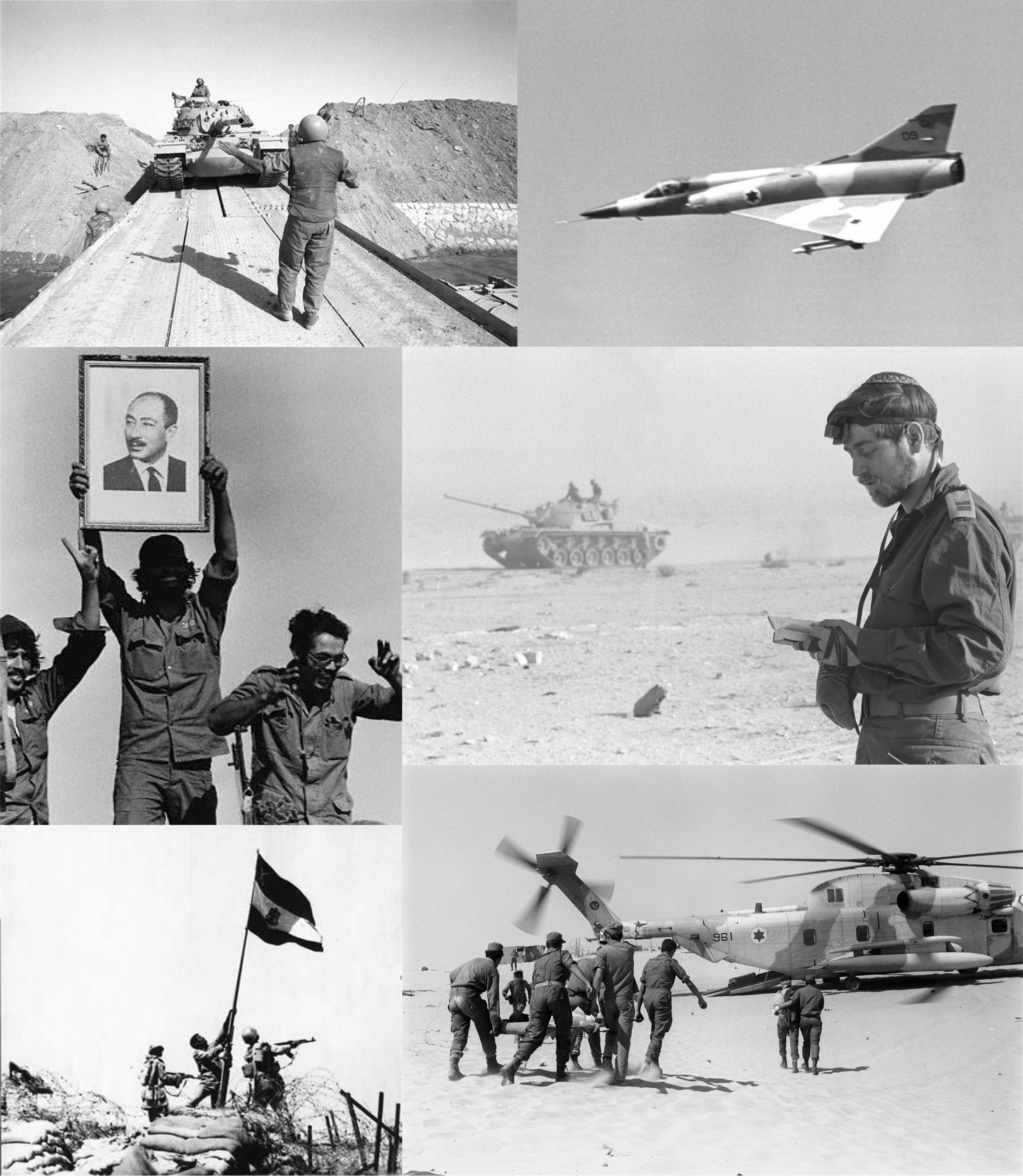
Collage Jom Kipoer-oorlog.

##### Jom Kipoer-oorlog
Tijdens de meest significante confrontatie in zijn geschiedenis, tijdens de Jom Kipoer-oorlog, hebben vijf raketboten van de Israëlische marine vijf Syrische schepen tot zinken gebracht zonder verliezen tijdens de Slag om Latakia. Als gevolg hiervan bleef de Syrische marine de rest van het conflict in de haven. Het was de eerste zeeslag in de geschiedenis tussen, met antischeepsraketten uitgeruste raketboten.
Een ander belangrijk gevecht was de Slag om Baltim, waarbij zes raketboten van de Israëlische marine vier raketboten van de Egyptische marine aanvielen en er drie zonken, opnieuw, zonder verliezen.

##### Israëlisch-Libanese Oorlog (2006)
De verrassingsaanval in de Israëlisch-Libanese Oorlog (2006) op het vlaggenschip van de Israëlische marine INS Hanit door een Hezbollah-batterij aan land was een keerpunt voor de marine doctrine en -operaties. Vier zeelieden stierven toen de YJ-83-raket het korvet raakte, omdat de raketafweersystemen van het schip op dat moment niet waren ingeschakeld.

## Sterkte
De Israëlische marine is opgedeeld in verschillende eenheden.

### Patrouille squadrons
Squadrons 914, 915 en 916, respectievelijk gevestigd in Haifa, Eilat en Ashdod, bestaan uit patrouilleboten. Zij zijn verantwoordelijk voor de bescherming van de kusten en territoriale wateren van Israël.
Doelstellingen van de eenheid:
- Constante patrouilles in de zeeën van Israël.
- Identificatie van waterscooters die Israëlische wateren binnenvaren.
- Voorkomen van smokkel door de zee
- Bescherming van nationale activa, zoals booreilanden.
- Diverse operaties alleen of met andere eenheden binnen en buiten de marine uitgevoerd.
- Diverse andere doelstellingen die verschillen tussen de squadrons.

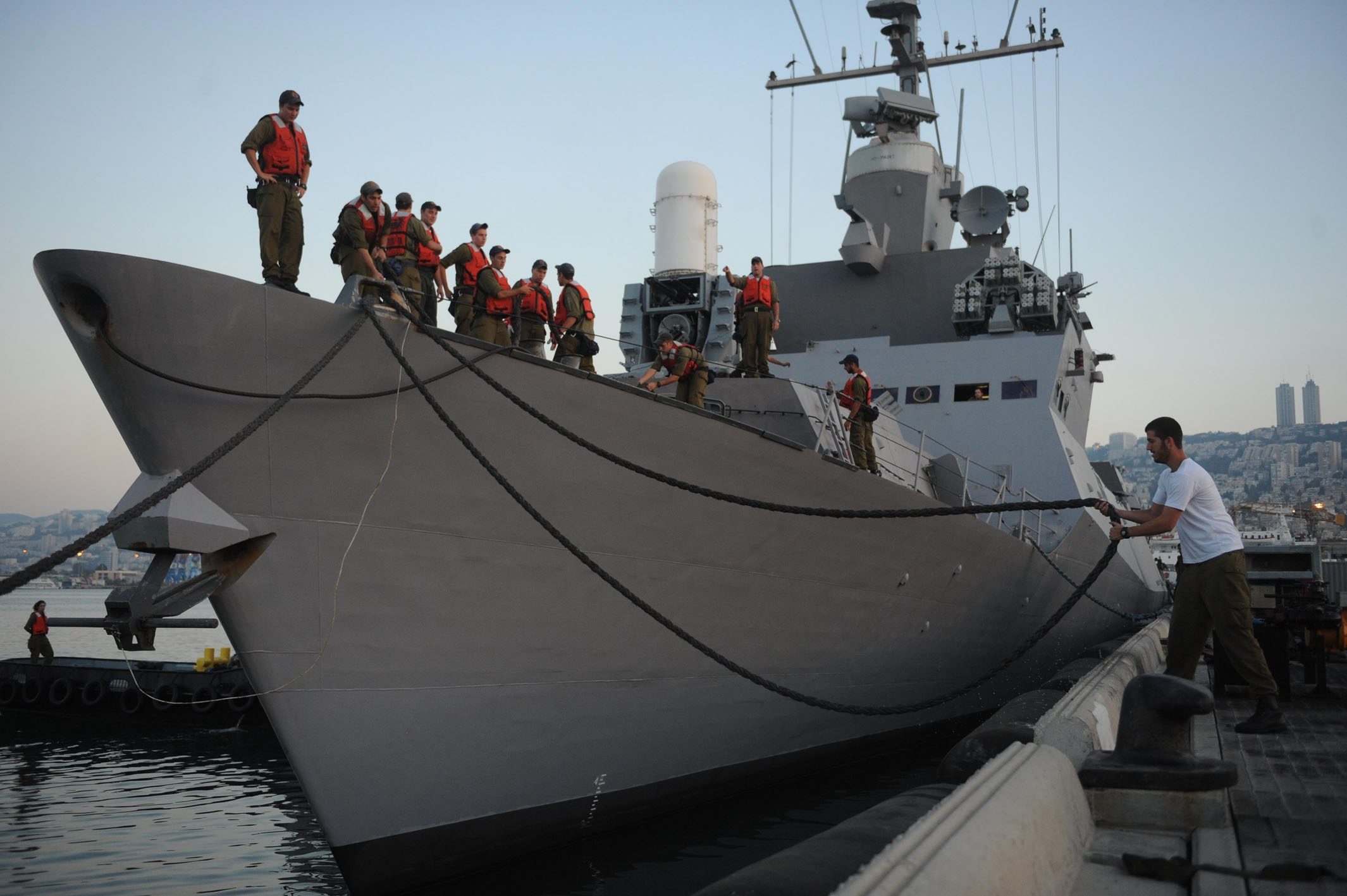
IDF maakt de Marine klaar voor Operatie Flotilla

### 3e flottielje
De raketbootvloot (Shayetet 3) is gestationeerd in Haifa. Het bestaat uit de 31e en 32e raketboot-eskaders en de 33e en 36e korvetten-eskaders.
- Doelstellingen van de eenheid

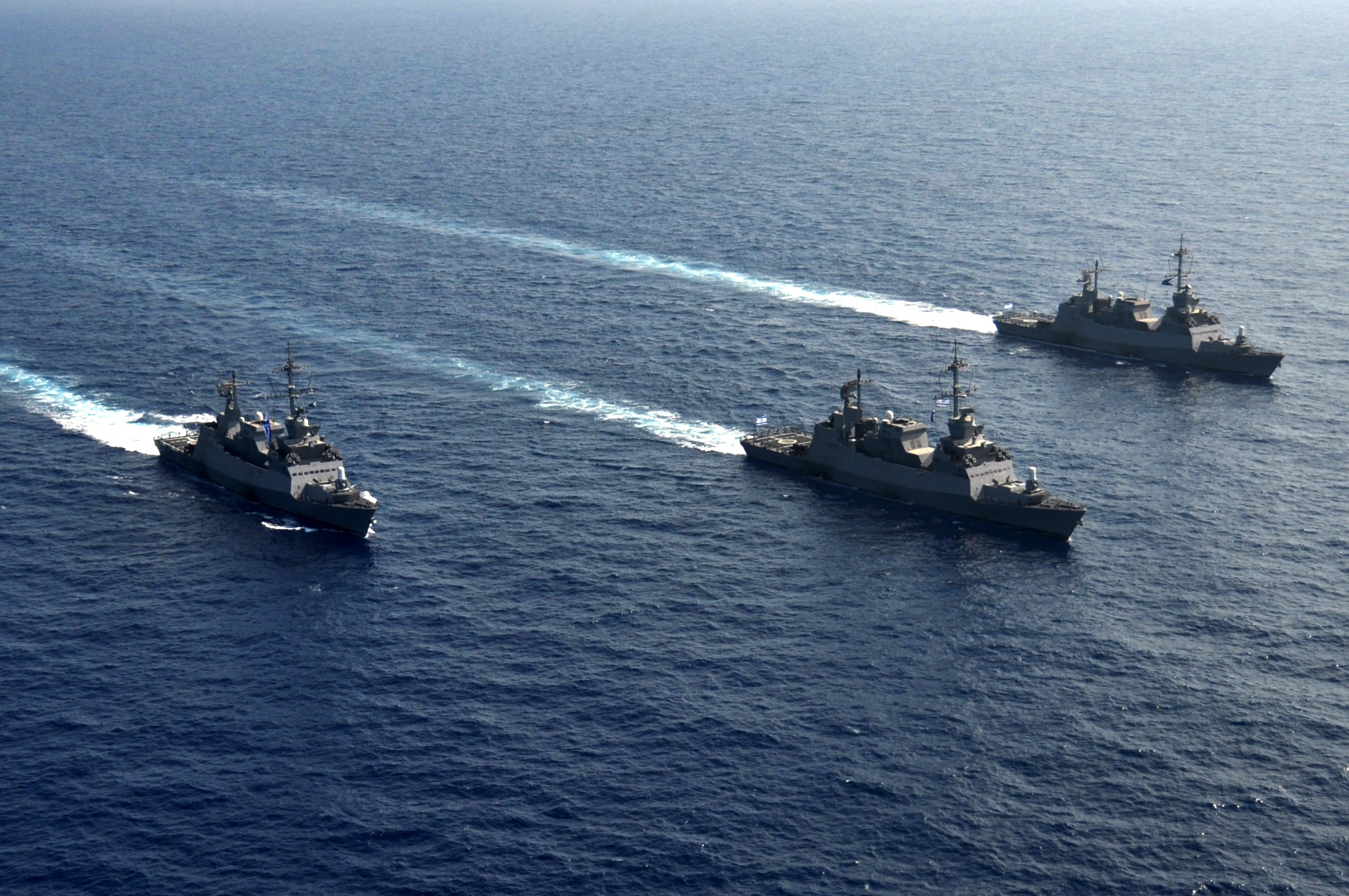
3 Sa'ar 5-klasse korvetten op een 'cruise'

- Bescherming van de Israëlische handel op zee tegen buitenlandse vloten.
- Het voorkomen van een mogelijke zeeblokkade van Israëlische havens in oorlogstijd.
- Het blokkeren van vijandelijke havens in oorlogstijd.
- Vuursteun voor grondeenheden.

### 7e flottielje

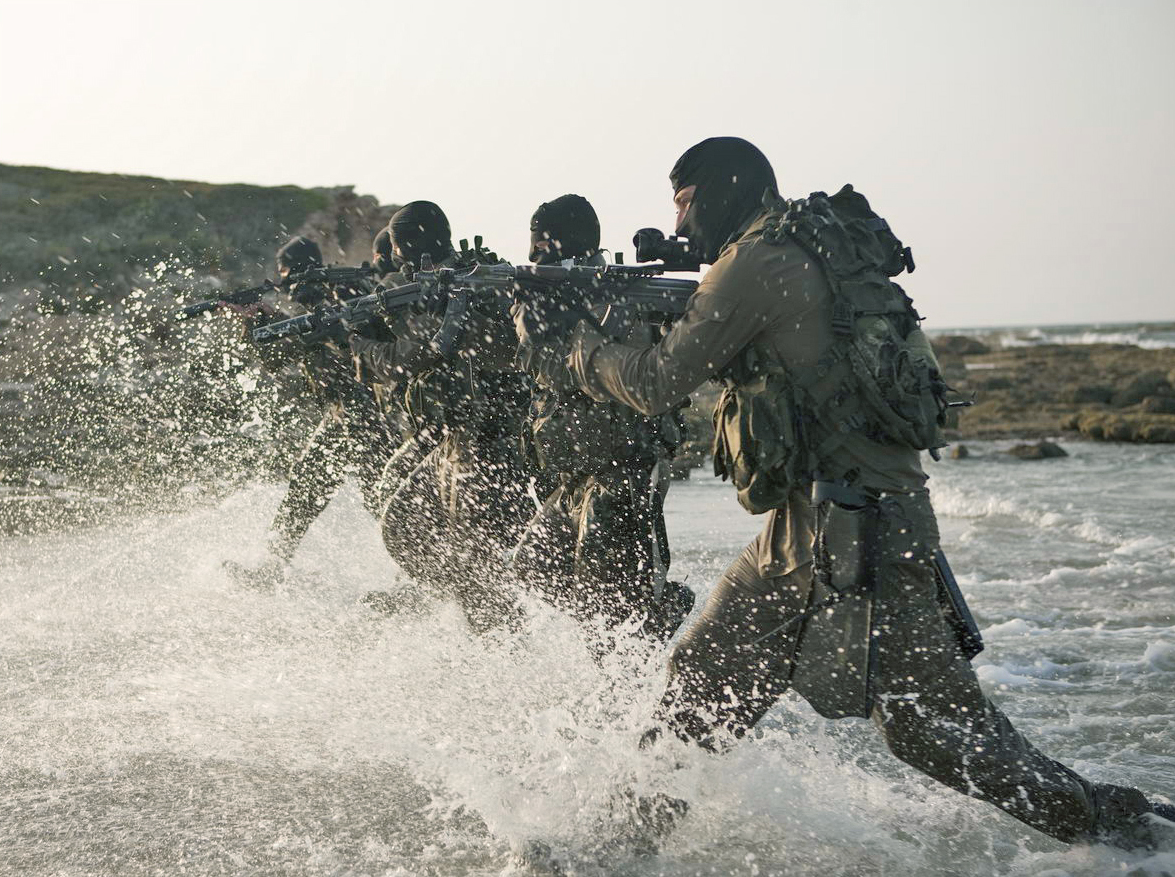
Israëlische marinecommando's

- De onderzeebootvloot (Shayetet 7), een vrijwilligerseenheid opgericht in 1959.
- Doelstellingen van de eenheid
- Aanvallen van vijandelijke schepen.
- Geheime inlichtingenverzameling.
- Inzet en herstel van Shayetet 13 marine-commando's.
- Israëlische marinecommando's fungeren als ondersteunende eenheid voor andere eenheden.
- Wordt verondersteld deel uit te maken van de kernwapencapaciteit van het land.[14]
- Om veiligheidsredenen moeten aanvragers met een dubbele nationaliteit nu officieel afstand doen van alle andere nationaliteiten om te worden toegelaten tot het opleidingsprogramma voor onderzeeërs.[15]

### 13e flottielje
Shayetet 13, of Flotilla 13, is een elite marine-commando-eenheid die gespecialiseerd is in zee-tot-land invallen, terrorismebestrijding, sabotage-operaties, het verzamelen van maritieme inlichtingen, redding van maritieme gijzelaars en instappen. Het is een van de best opgeleide en geheimzinnige eenheden in het Israëlische leger.
Bestaande uit:
- Jaltam duikers in opleiding
- Jaltam 707
- Bergings- en onderwaterwerkeenheid. Gevormd als de schadebeheersingstak van de marine scheepswerven, nam de eenheid later ervaren Flotilla-13-duikers op.
- Snapir
- Force bescherming en havenbeveiligingseenheid. Ook verantwoordelijk voor duikcontroles van civiele schepen die Israëlische havens binnenvaren.

### Intelligentie
De Naval Intelligence Division is verantwoordelijk voor het verzamelen van marine-inlichtingen.

## Schepen

### Korvetten
| Klasse                     | Foto | Schepen                                                                                               | In dienst gesteld | Gebouwd       | Notities                                               |
| -------------------------- | ---- | --- | ----------------- | ------------- | ------------------------------------------------------ |
| Sa'ar 5 [ˈsa'ar] (Tempest) |      | INS Eilat, [ejˈlat] (Eilat) INS Lahav [ˈlahav] (Blad) INS Hanit [χaˈnit] (Speer)                      | 1994 1994 1995    | United States | Scheepsklasse gebouwd door de VS                       |
| Sa'ar 6                    |      | INS Magen [maˈgen] (Schild) INS Oz (Moed) INS Atzmaut (Onafhankelijkheid) INS Nitzachon (Overwinning) | 2020 2021         | Duitsland     | Scheepsklasse gebouwd door ThyssenKrupp Marine Systems |

### Raketboten
| Klasse    | Foto | Schepen | In dienst gesteld                  | Gebouwd | Notes |
| --------- | ---- | --- | ---------------------------------- | ------- | --- |
| Sa'ar 4.5 |      | INS Romach, [ˈʁo̞maχ] (Lans) INS Keshet, [ˈke̞ʃe̞t] (Boog) INS Hetz, [ˈχe̞t͡s] (Pijl) INS Kidon, [kiˈdo̞n] (Speer) INS Tarshish, [tarˈʃiʃ] (Tarsis) INS Yaffo, [ˈjafo̞] (Jaffa) INS Herev, [ˈχe̞ʁe̞v] (Zwaard) INS Sufa [suˈfa] (Storm) | 1981 1982 1991 1995 1998 2002 2003 | Israël  | - INS Kidon was in 1974 een Sa'ar 4-klasse, maar werd in 1994 omgebouwd naar Sa'ar 4.5-klasse - INS Tarshish was in 1975 Sa'ar 4-klasse, maar werd in 1998 omgebouwd naar Sa'ar 4.5-klasse - INS Yaffo was in 1975 Sa'ar 4-klasse maar werd in 1998 omgebouwd naar Sa'ar 4.5-klasse - De Sa'ar 4.5-klasse wordt rond 2030 vervangen door de 76 m-lange Reshef-klasse |

### Onderzeeërs
| Klasse                | Foto | Boten                                                                                               | In dienst gesteld | Gebouwd   | Notities                                                         |
| --------------------- | ---- | --------------------------------------------------------------------------------------------------- | ----------------- | --------- | ---------------------------------------------------------------- |
| Dolfijnenklasse       |      | INS Dolphin, [do̞lˈfin] (Dolfijn) INS Livyathan, [livjaˈtan] (Walvis) INS Tekumah, [tkuˈma] (Rivaal) | 1999 1999 2000    | Duitsland | Verwachte vervanging door Dakarklasse-onderzeeërs in vroeg 2030. |
| AIP Dolfijnenklasse 2 |      | INS Tanin, [taˈnin] (Krokodil) INS Rahav, [ˈʁahav] (Rachab) INS Drakon, [dʁaˈko̞n] (Draak)           | 2012 2014 2021    | Duitsland |                                                                  |

### Patrouilleboten

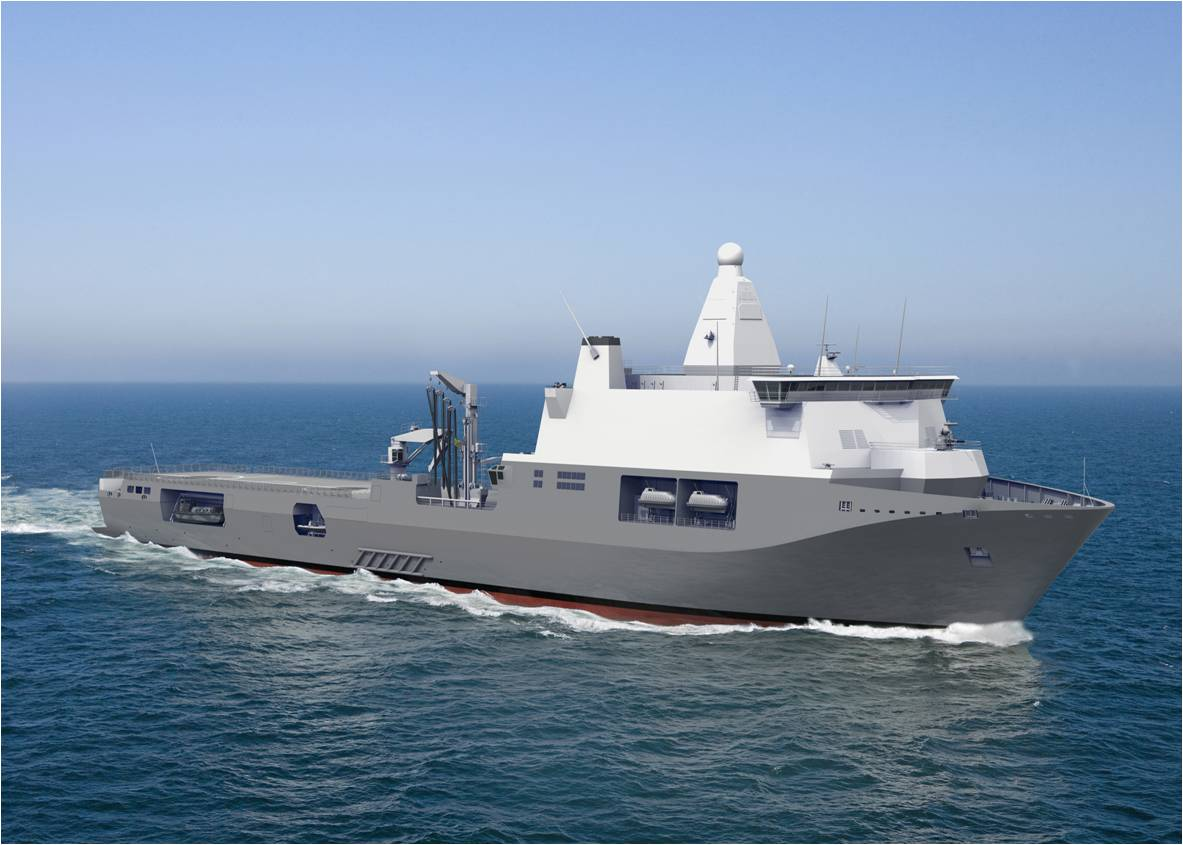
Voorbeeld van een Support schip (Zr.Ms. Karel Doorman)

| Class                              | Foto | Schipnummer | In dienst gesteld | Gebouwd | Notities                             |
| ---------------------------------- | ---- | ----------- | ----------------- | ------- | ------------------------------------ |
| Dvora, [dvo̞ˈʁa] (Bij)              |      | 9           | 1988              | Israël  |                                      |
| Super Dvora Mk II, [suˈpe̞ʁ dvo̞ˈʁa] |      | 2           | 1996              | Israël  |                                      |
| Super Dvora Mk III                 |      | 13          | 2004              | Israël  |                                      |
| Shaldag, [ʃalˈdaɡ] (Viskoning)     |      | 5           | 1989              | Israël  |                                      |
| Verdediger                         |      | 9           | 2002              | Israël  |                                      |
| Rafael Protector USV               |      |             | 2000s             | Israël  | Onbemande marinepatrouillevoertuigen |
| Silver Marlin                      |      |             | 2006?             | Israël  | USV Marine Patrouille Voertuigen     |

### Supportschepen[16]
INS Bat Yam, [batˈjam] (Bat Yam, "Dochter van de zee") - ex-Bundesmarine Stollergrund klasse FGS Kalkgrund (Y865) kleine multifunctionele utility boat (1989)
INS Bat Galim, [batɡaˈlim] (Bat Galim, "Dochter van de golven") - ex-Bundesmarine Stollergrund klasse FGS Bant (Y867) kleine multifunctionele utility boat (1989)

### Commandoboten
Onderwatervaartuig van het type dolfijn:
- Hazir (de Italiaanse Maiale) [χaˈziʁ] (varken) onderwatervaartuigen
- Snunit [sno̞ˈnit] (zwaluw) boten
- Zaharon [zahaˈro̞n] (Leeuwvis) boten
- Mulit [mullit] (Mullus) boten
- Morena opblaasboten met stijve romp

### Helikopters
- Israëlische AS565MA Atalef, 2007

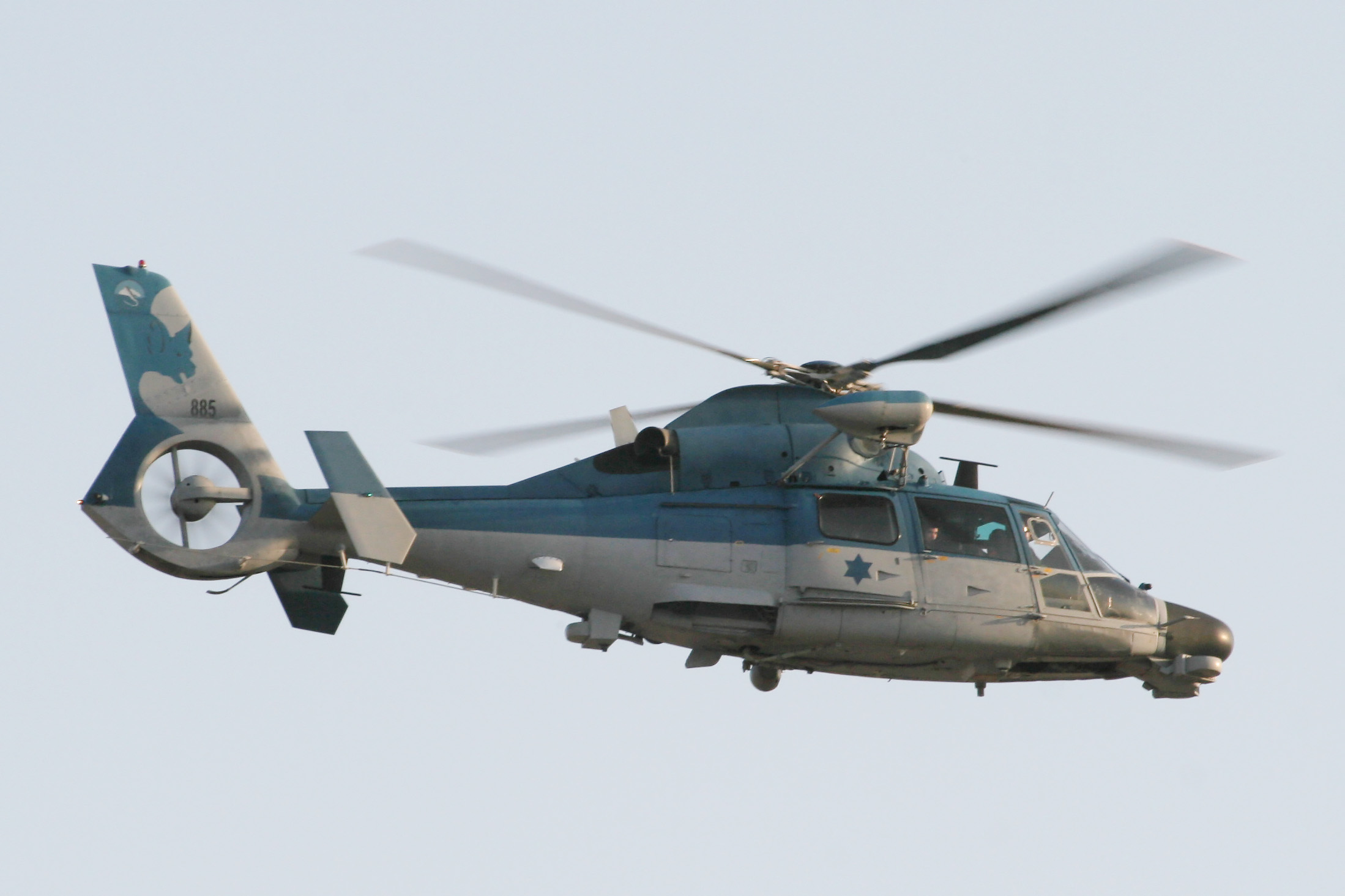
AS565MA Atalef

Helikopters die worden geëxploiteerd door de Israëlische marine, zelfs als er marine missiespecialisten aan boord zijn, worden gevlogen en onderhouden door personeel van de Israëlische luchtmacht en maken deel uit van de commandostructuur van de luchtmacht.

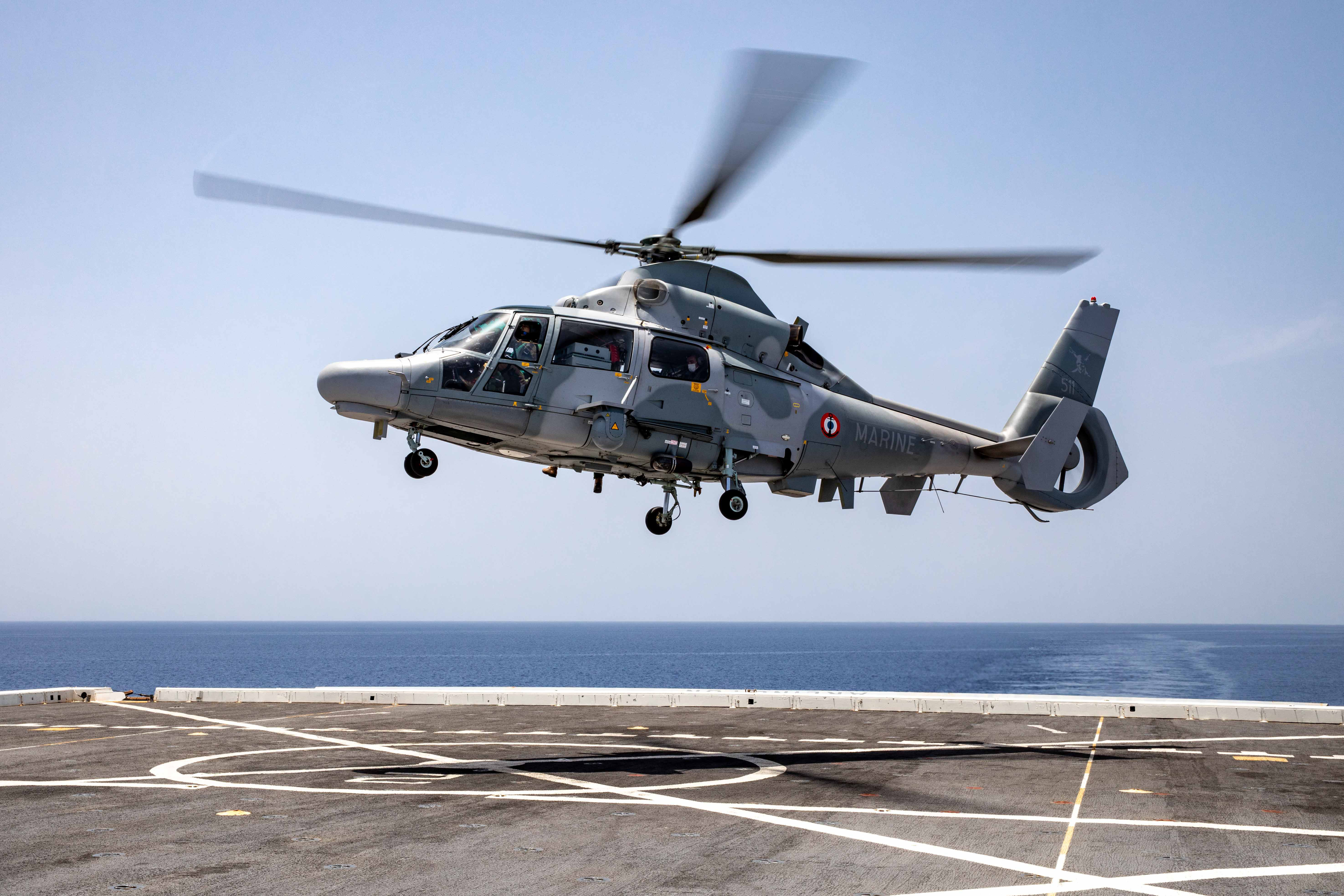
Eurocopter Panther (Franse Marine)

- Eurocopter Panther (Franse Marine)193 Squadron – Eurocopter AS565 Panther – 7

#### Onbemande luchtvaartuigen
- Luchtvaart Defensie Orbiter[17]

De marine heeft een onbemande helikopter (vervaardigd door Aeronautics Defense Systems) op Sa'ar 5-klasse korvetten.

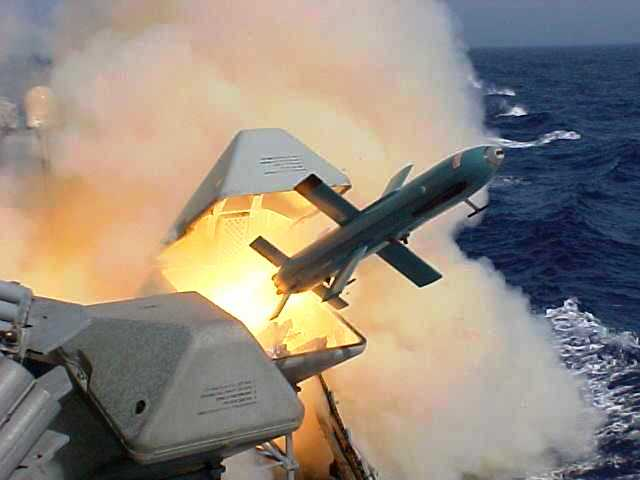
Een gelanceerde Gabriel-raket vanaf een Sa'ar 4 klasse raketboot.

#### Apparatuur
- Barak 1 – Puntverdediging luchtdoelraket
- Barak 8 - luchtdoelraket en antiraketsysteem voor lange afstanden
- Gabriel - antischeepsraket
- Harpoon - antischeepsraket
- Popeye (AGM-142 Have Nap) - lucht / sub-gelanceerd kruisraket. Dolfijnenklasse-onderzeeërs waarvan wordt aangenomen dat ze Popeye Turbo vervoeren met een bereik van >1500 km en de optie voor kernkoppen.
- Typhoon Weapon Station - op afstand bediend 25 mm kanonsysteem
- NAVLAR artillerieraketsysteem
- EL/M-2221 STGR – Zoek-, spoor- en begeleidingsradar
- EL/M-2228S AMDR – Automatische raketdetectieradar
- EL/M-2228X SGRS – Surveillance- en artillerieradarsysteem
- EL/M-2238 STAR – Surveillance & Threat Alert Radar
- EL/M-2226 ACSR – Geavanceerde kustbewakingsradar

## Rangen
De Israëlische marine is klein in vergelijking met andere marines en de commandostructuur van de officieren ligt in lijn met die van de Royal Navy en de United States Navy.

##### Officieren
| Krijgsmacht onderdeel | Generaals        | Generaals | Generaals | Generaals        | Generaals        | Generaals             | Veld-senior officieren | Veld-senior officieren | Veld-senior officieren | Veld-senior officieren | Veld-senior officieren | Veld-senior officieren | Junior officieren | Junior officieren | Junior officieren | Junior officieren | Junior officieren     | Junior officieren     | Junior officieren     | Junior officieren                       | Officier cadet                          | Officier cadet                          | Officier cadet                          | Officier cadet                          | Officier cadet                          | Officier cadet                             | Officier cadet                             | Officier cadet                             | Officier cadet                             | Officier cadet                             | Officier cadet                             | Officier cadet |
| --------------------- | ---------------- | --------- | --------- | ---------------- | ---------------- | --------------------- | ---------------------- | ---------------------- | ---------------------- | ---------------------- | ---------------------- | ---------------------- | ----------------- | ----------------- | ----------------- | ----------------- | --------------------- | --------------------- | --------------------- | --------------------------------------- | --------------------------------------- | --------------------------------------- | --------------------------------------- | --------------------------------------- | --------------------------------------- | ------------------------------------------ | ------------------------------------------ | ------------------------------------------ | ------------------------------------------ | ------------------------------------------ | ------------------------------------------ | -------------- |
| Israëlische Marine    |                  |           |           |                  |                  |                       |                        |                        |                        |                        |                        |                        |                   |                   |                   |                   |                       |                       |                       |                                         |                                         |                                         |                                         |                                         |                                         |                                            |                                            |                                            |                                            |                                            |                                            |                |
| רב-אלוף Rav aluf      | רב-אלוף Rav aluf | אלוף Aluf | אלוף Aluf | תת-אלוף Tat aluf | תת-אלוף Tat aluf | אלוף משנה Aluf mishne | אלוף משנה Aluf mishne  | סגן-אלוף Sgan aluf     | סגן-אלוף Sgan aluf     | רב סרן Rav seren       | רב סרן Rav seren       | סרן Seren              | סרן Seren         | סגן Segen         | סגן Segen         | סגן Segen         | סגן-משנה Segen mishne | סגן-משנה Segen mishne | סגן-משנה Segen mishne | קצין אקדמאי בכיר Katzín akademai bakhír | קצין אקדמאי בכיר Katzín akademai bakhír | קצין אקדמאי בכיר Katzín akademai bakhír | קצין אקדמאי בכיר Katzín akademai bakhír | קצין אקדמאי בכיר Katzín akademai bakhír | קצין אקדמאי בכיר Katzín akademai bakhír | קצין מקצועי אקדמאי Katzín miktsoí akademai | קצין מקצועי אקדמאי Katzín miktsoí akademai | קצין מקצועי אקדמאי Katzín miktsoí akademai | קצין מקצועי אקדמאי Katzín miktsoí akademai | קצין מקצועי אקדמאי Katzín miktsoí akademai | קצין מקצועי אקדמאי Katzín miktsoí akademai |                |

| Krijgsmachtonderdeel | Senior NCOs      | Senior NCOs      | Senior NCOs      | Senior NCOs                  | Senior NCOs                  | Senior NCOs                  | Senior NCOs                     | Senior NCOs                   | Senior NCOs      | Senior NCOs      | Senior NCOs            | Senior NCOs            | Senior NCOs            | Senior NCOs            | Senior NCOs            | Senior NCOs            | Senior NCOs | Senior NCOs | Senior NCOs | Senior NCOs | Senior NCOs | Senior NCOs | Junior NCOs        | Junior NCOs        | Junior NCOs        | Junior NCOs        | Junior NCOs | Junior NCOs | Rekruten    | Rekruten    | Rekruten    | Rekruten    | Rekruten    | Rekruten    | Rekruten | Rekruten |
| -------------------- | ---------------- | ---------------- | ---------------- | ---------------------------- | ---------------------------- | ---------------------------- | ------------------------------- | ----------------------------- | ---------------- | ---------------- | ---------------------- | ---------------------- | ---------------------- | ---------------------- | ---------------------- | ---------------------- | ----------- | ----------- | ----------- | ----------- | ----------- | ----------- | ------------------ | ------------------ | ------------------ | ------------------ | ----------- | ----------- | ----------- | ----------- | ----------- | ----------- | ----------- | ----------- | -------- | -------- |
| Israëlische Marine   |                  |                  |                  |                              |                              |                              |                                 |                               |                  |                  |                        |                        |                        |                        |                        |                        |             |             |             |             |             |             |                    |                    |                    |                    |             |             | geeninsigne | geeninsigne | geeninsigne | geeninsigne | geeninsigne | geeninsigne |          |          |
| Israëlische Marine   | רב-נגד Rav nagad | רב-נגד Rav nagad | רב-נגד Rav nagad | רב-סמל בכיר Rav samal bakhír | רב-סמל בכיר Rav samal bakhír | רב-סמל בכיר Rav samal bakhír | רב-סמל מתקדם Rav samal mitkadem | רב-סמל ראשון Rav samal rishon | רב-סמל Rav samal | רב-סמל Rav samal | סמל ראשון Samal rishon | סמל ראשון Samal rishon | סמל ראשון Samal rishon | סמל ראשון Samal rishon | סמל ראשון Samal rishon | סמל ראשון Samal rishon | סמל Samal   | סמל Samal   | סמל Samal   | סמל Samal   | סמל Samal   | סמל Samal   | רב טוראי Rav turai | רב טוראי Rav turai | רב טוראי Rav turai | רב טוראי Rav turai | טוראי Turai | טוראי Turai | טוראי Turai | טוראי Turai | טוראי Turai | טוראי Turai |             |             |          |          |

Mouwrang van de Israëlische opperbevelhebber van de marine is een ererang. Dit begon als speciale toestemming van luitenant-generaal Amnon Lipkin-Shahak (toen stafchef van de IDF) en stelt de opperbevelhebber van de marine in staat een mouwrang van vice-admiraal te hebben die gelijk is aan luitenant-generaal, de rang van de IDF-stafchef. De feitelijke rang van de opperbevelhebber van de Israëlische marine is echter vice-admiraal en het gebaar dat aan de marine wordt gegeven is alleen ceremonieel bij het ontmoeten van buitenlandse bevelhebbers.
Dezelfde resolutie als hierboven vermeld is van toepassing op de rang van Commodore. Er is alleen een ceremoniële mouwrang van vice-admiraal, terwijl hij volgens de IDF-hiërarchie en commandostructuur een commodore blijft.

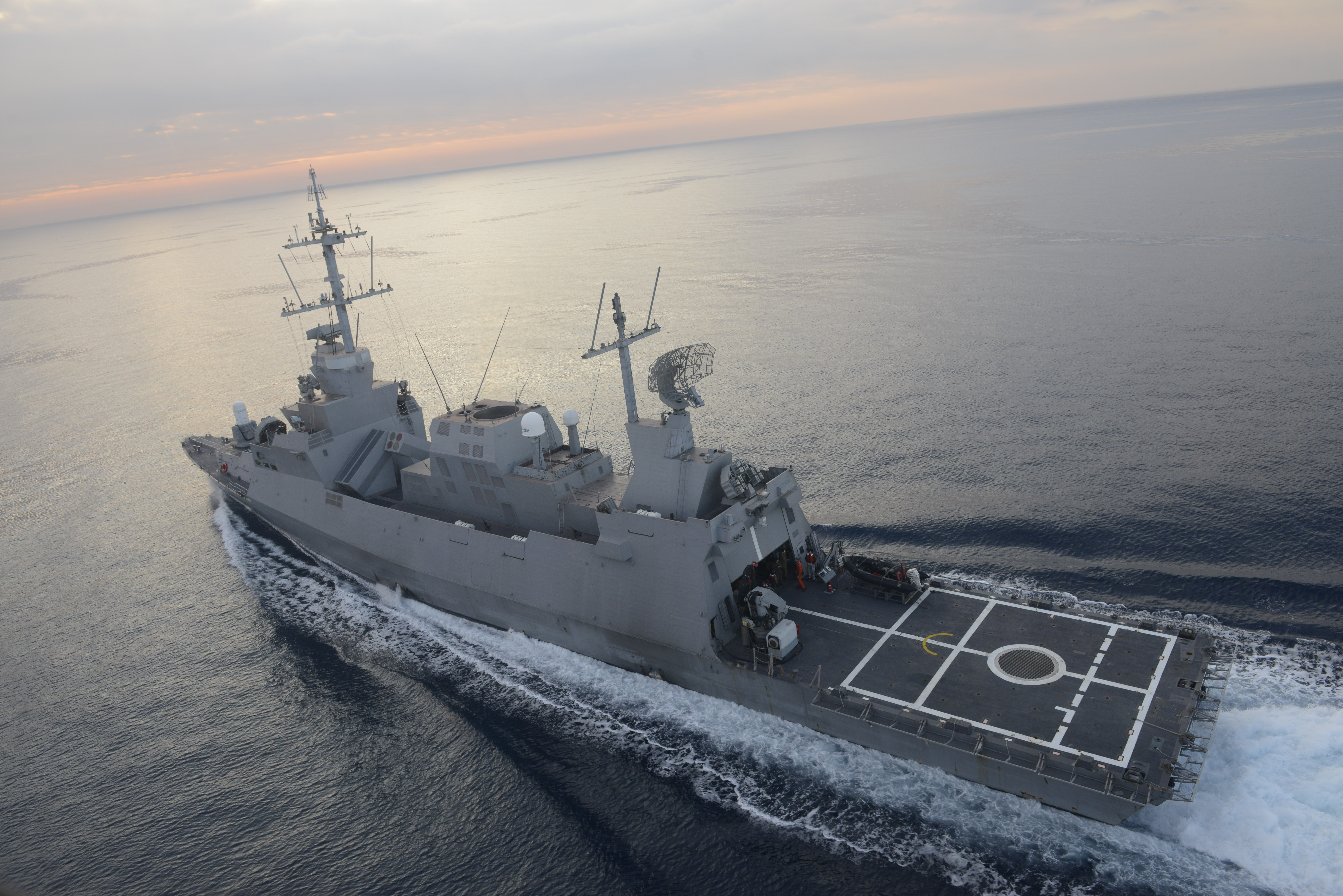
Vorige generatie Sa'ar korvetten

## Toekomst
In 2015 werden vier nieuwe Sa'ar 6-Klasse Korvetten gekocht bij ThyssenKrupp Marine Systems die werden in 2020 en begin 2021 afgeleverd. Die beveiligen de kust van Israël.
Momenteel in aanbouw is een zesde Dolphin 2 onderzeeër (INS Draak). Bovendien ondertekende Israël een memorandum van overeenstemming met Duitsland voor de bouw van nog drie Dolphin 2-onderzeeërs met oplevering eind 2020, die de drie Dolphin 1-onderzeeërs die eind jaren negentig werden geleverd, zullen vervangen.

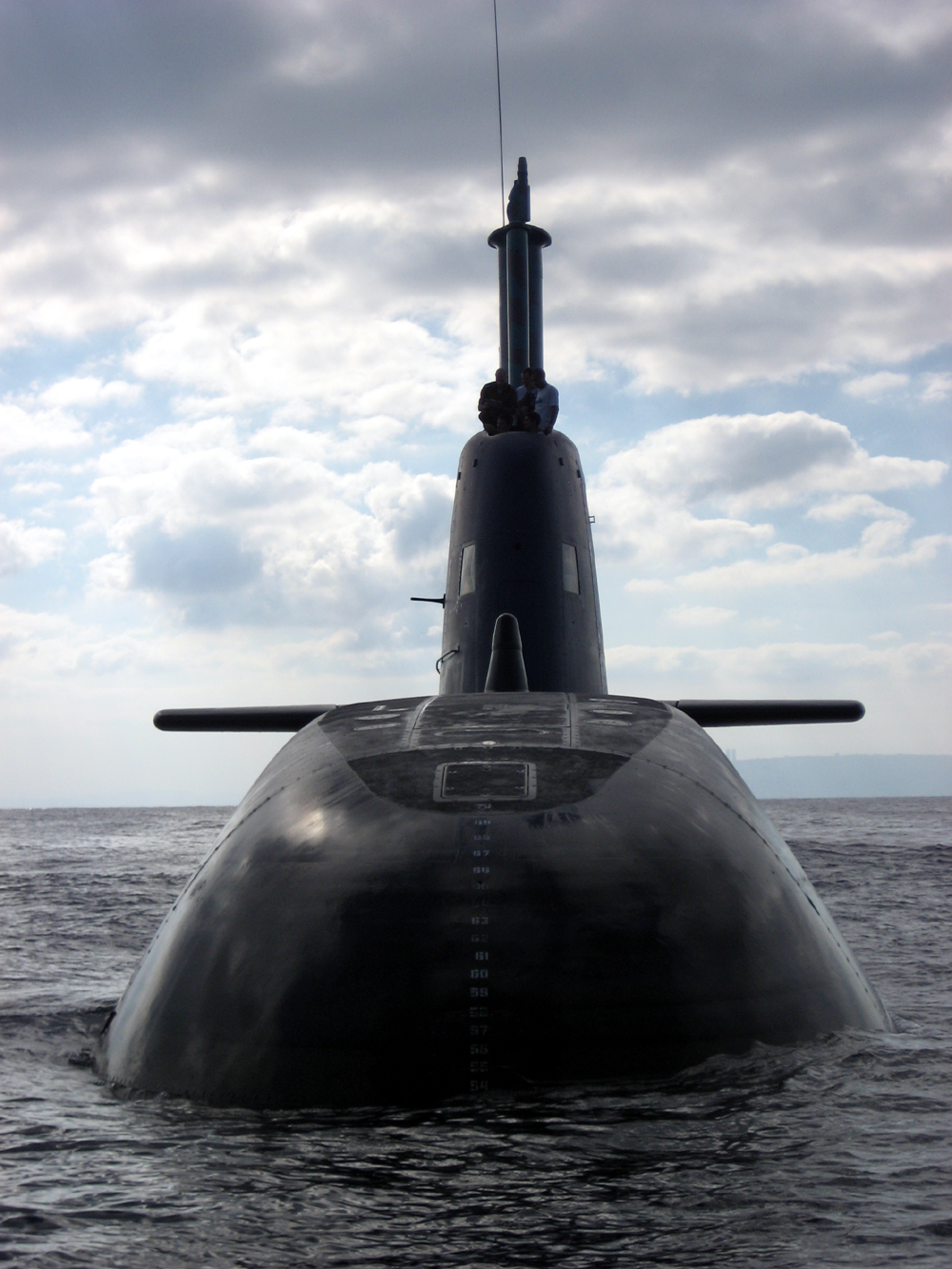
Huidige Dolfijnenklasse-onderzeeër

Op 26 augustus 2021 kondigde Israel Shipyards aan dat de Israëlische marine een overeenkomst met haar heeft ondertekend voor het ontwerp en de levering van een nieuwe klasse raketboten op basis van het Sa'ar 72-klasse korvet van Israel Shipyards dat de Sa'ar 4.5 zou vervangen. Schepen vanaf het midden van de jaren 2020 Israel Shipyards zou ook een groot droogdok bouwen waardoor het deze nieuwe korvetten zou kunnen uitrusten met verschillende door Israël gemaakte systemen, evenals de korvetten en de Dolfijnenklasse-onderzeeërs zou kunnen onderhouden en onderhouden. In een interview op 24 oktober 2021 met Janes Information Services zei het hoofd van de afdeling Marineschepen van de Israëlische marine dat deze nieuwe "Reshef"-klasse raketschepen zouden worden uitgerust met het C-Dome luchtverdedigingssysteem van Rafael Advanced Defense Systems. Hij zei ook dat hun ontwerp naar verwachting binnen ongeveer twee jaar voltooid zou zijn, en dat het waarschijnlijk nog twee tot vier jaar zou duren om het eerste schip te bouwen. Acht moeten worden gebouwd, waarbij elk een Sa'ar 4.5 vervangt bij de ingebruikname.